# Aclonophlebia
Aclonophlebia is een geslacht van vlinders van de familie spinneruilen (Erebidae), uit de onderfamilie Lymantriinae.

## Soorten
- A. atectonipha Collenette, 1936
- A. baliocosma Collenette, 1953
- A. callista Collenette, 1933
- A. civilis Hering, 1926
- A. diffusa Hering, 1926
- A. flaveola Hering, 1926
- A. flavinotata Butler, 1898
- A. ganymedes Hering, 1926
- A. inconspicua Hampson, 1916
- A. lugardi (Swinhoe, 1903)
- A. lymantrioides Hering, 1926
- A. macarthuri Collenette, 1953
- A. perspicua Hering, 1928
- A. pinhei Collenette, 1953
- A. poecilanthes (Collenette, 1931)
- A. rhodalipha (Felder, 1874)
- A. rhodea Hampson, 1905
- A. rhodosticta Collenette, 1933
- A. rubripunctata (Weymer, 1892)
- A. triangulifera Hampson, 1910
- A. xuthomene Collenette, 1936